# Paul Kübler
Paul Werner Kübler (* 30. Dezember 1922 in Mannheim; † 9. August 1969 in Tegernsee) war ein deutscher Pädagoge und Politiker (SPD). Er war von 1961 bis 1969 Mitglied des deutschen Bundestags.

## Leben und Beruf

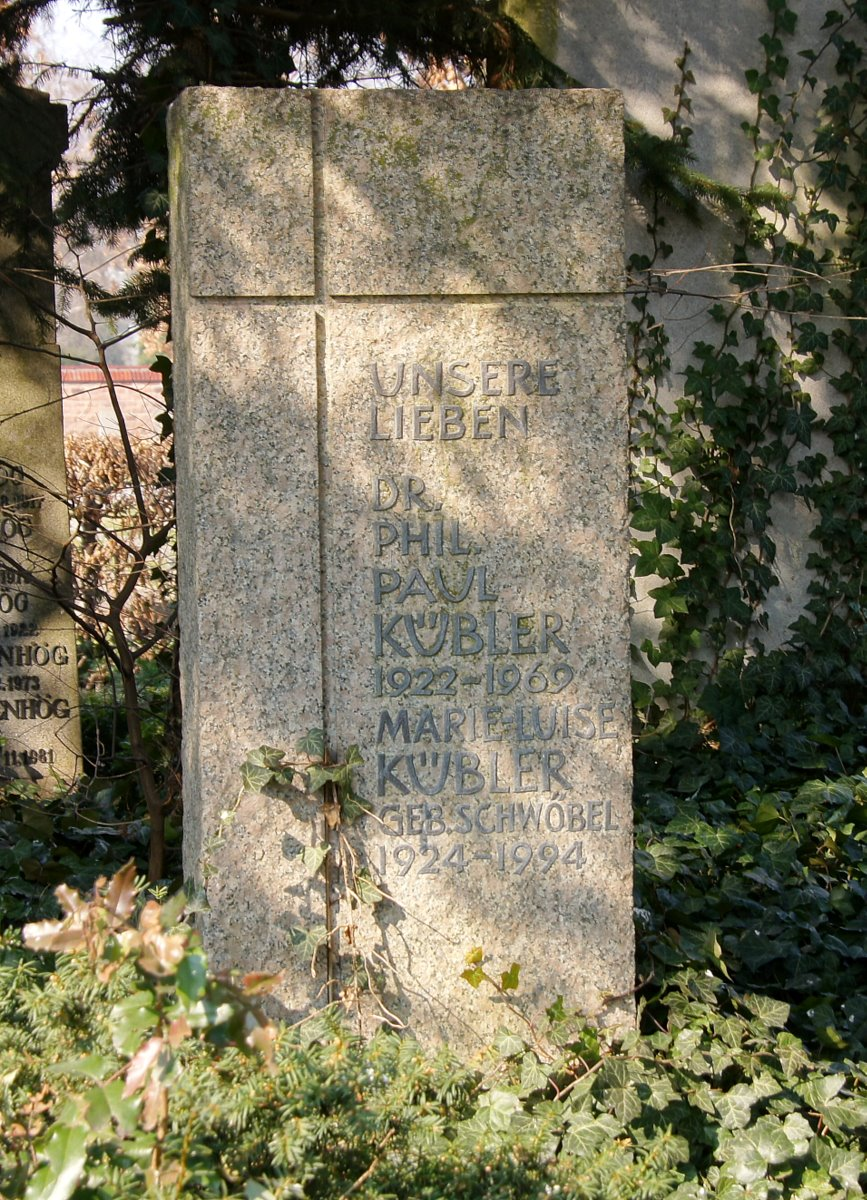
Küblers Grab auf dem Hauptfriedhof Mannheim

Kübler wurde als Sohn eines Schuhmachermeisters geboren. Nach dem Abitur 1941 am Karl-Friedrich-Gymnasium nahm er bis 1945 als Soldat am Zweiten Weltkrieg teil. Anschließend begann er ein Studium der Geschichte sowie der deutschen und französischen Literatur in Heidelberg, Bonn und Paris, das er 1950 mit der Promotion zum Dr. phil. an der Universität Heidelberg beendete. Seine Dissertation schrieb er über Die persische Politik gegenüber dem Griechentum in der Pentekontaetie. Als Althistoriker verfasste er außerdem einige Artikel für Paulys Realencyclopädie der classischen Altertumswissenschaft.
Kübler trat 1951 als Studienrat in den Schuldienst ein und arbeitete im Anschluss als Lehrer in Mannheim. Daneben engagierte er sich in der evangelischen Kirche. Er war seit 1953 evangelischer Kirchenältester und von 1959 bis 1965 Mitglied des Gesamtkirchengemeinderates in Mannheim. Ferner hielt er Vorträge über staatspolitische und zeitgeschichtliche Themen.

## Partei
Kübler beantragte am 31. Mai 1940 die Aufnahme in die NSDAP und wurde zum 1. September desselben Jahres aufgenommen (Mitgliedsnummer 7.738.549). 1953 trat er in die GVP ein und gehörte dem Bundesvorstand an. 1957 wechselte er zur SPD über und war zeitweise Ortsvorsitzender der Partei in Neuostheim.

## Abgeordneter
Kübler war von 1959 bis 1961 Ratsmitglied der Stadt Mannheim. Dem Deutschen Bundestag gehörte er von 1961 bis zu seinem Tode an. Er war zunächst über die Landesliste Baden-Württemberg ins Parlament eingezogen, wo er seit 1965 den Wahlkreis Mannheim II vertrat.